# Blitzkrieg Bop
"Blitzkrieg Bop" é uma música da banda de punk rock Ramones. Foi lançada como o single de estreia da banda em abril de 1976 nos Estados Unidos e apareceu como faixa principal do álbum Ramones, também lançado naquele ano.
A música foi composta por Dee Dee Ramone (letra) e Tommy Ramone (letra e música), mas foi creditada como se todos da banda a tivessem escrito. É baseada nos ataques nazistas chamados "Blitzkrieg", e abre com "Hey, ho! Let's Go!", expressão baseada em um grito de guerra.
"Blitzkrieg Bop" é a música número 92 na lista das 500 melhores de todos os tempos da revista Rolling Stone. Em março de 2005 a Q Magazine colocou-a no número 31 da lista de cem grandes músicas. Em 2009, foi colocada na 25.ª posição na lista de melhores músicas de hard rock de todos os tempos pela VH1.